# Farid Belhimeur
Farid Belhimeur (in arabo فريد بلحيمر‎?; Orléans, 8 maggio 1984) è un ex cestista francese con cittadinanza algerina.

## Carriera
Con l'Algeria ha disputato i Campionati mondiali del 2002.